# Álvaro Brun
Álvaro Brun, vollständiger Name Álvaro Nicolás Brun Martínez, (* 10. April 1987 in Montevideo) ist ein uruguayischer Fußballspieler.

## Karriere
Der 1,86 Meter große Mittelfeldspieler Brun gehörte seit der Apertura 2008 dem Kader des Centro Atlético Fénix an. In den beiden Erstligaspielzeiten 2009/10 und 2010/11 lief er dort in insgesamt 16 Partien (ein Tor) der Primera División auf. Ende Juli 2011 schloss er sich dem argentinischen Verein San Martín de Tucumán an. Mitte Juli 2012 kehrte er nach Uruguay zurück und setzte seine Karriere beim Erstligisten Cerro Largo FC fort. In der Apertura 2012 sind bei dem Klub aus dem osturuguayischen Melo sechs Erstligaeinsätze (kein Tor) sowie eine Partie (kein Tor) in der Copa Sudamericana 2012 für ihn verzeichnet. Mitte Januar 2013 wechselte er während der Saison zum Ligakonkurrenten Central Español. Bis Saisonende absolvierte er bei den Montevideanern zwölf weitere Erstligabegegnungen und schoss ein Tor. Zur Jahresmitte führte sein Karriereweg erneut ins benachbarte Ausland. Dieses Mal war bis in den Januar 2015 Gimnasia Jujuy aus Argentinien sein Arbeitgeber. Nach 34 Einsätzen in der Primera B Nacional, bei denen ihm kein Treffer gelang, verließ er die Argentinier und unterschrieb beim abstiegsbedrohten Erstligisten Club Atlético Cerro. In der Clausura 2015 lief er dort 14-mal (kein Tor) in der Primera División auf und sicherte mit dem Team den Klassenverbleib. Ende Juli 2015 wechselte er zu Real Estelí. Bei den Nicaraguanern absolvierte er 15 Ligaspiele und schoss ein Tor. Ende April 2016 schloss er sich dem uruguayischen Zweitligisten Club Oriental de Football an, für den er bis Saisonende sieben Ligaspiele (ein Tor) bestritt. Anfang August 2016 setzte er seine Karriere erneut bei Central Español fort. Dort traf er in der Saison 2016 bei zwölf Ligaeinsätzen einmal ins gegnerische Tor. Im Februar 2017 folgte ein Wechsel zum Montevideo City Torque. 2022 ging der Mittelfeldspieler dann auf Leihbasis nach Chile zu CF Universidad de Chile.